# Fitzbund

Der Fitzbund (siehe Beschriftung rechts) in einer schematischen Darstellung eines Buchrückens und des Fadenverlaufs

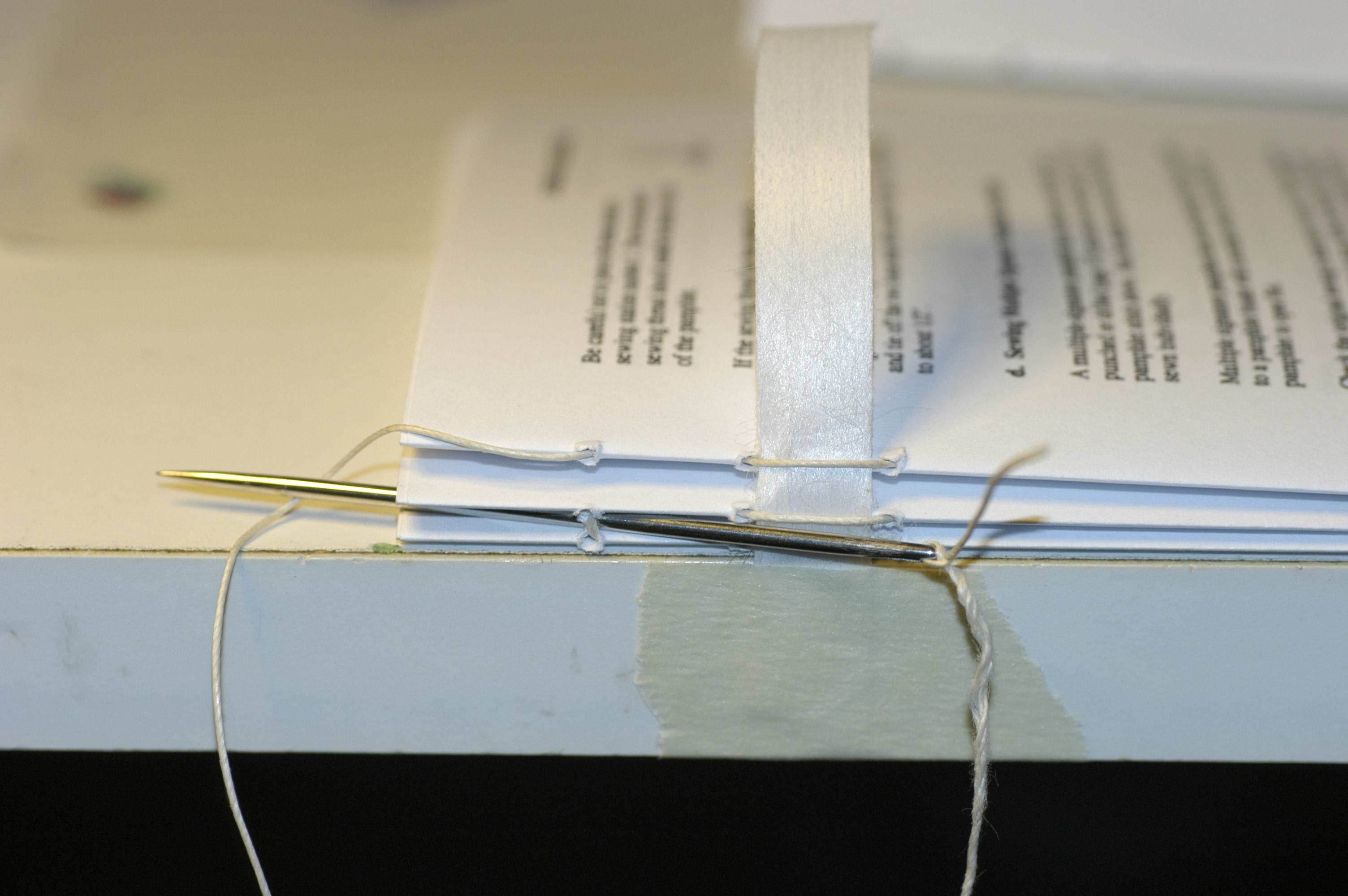
Die Verknüpfung der der vorhergehenden Lage durch „Verfitzen“

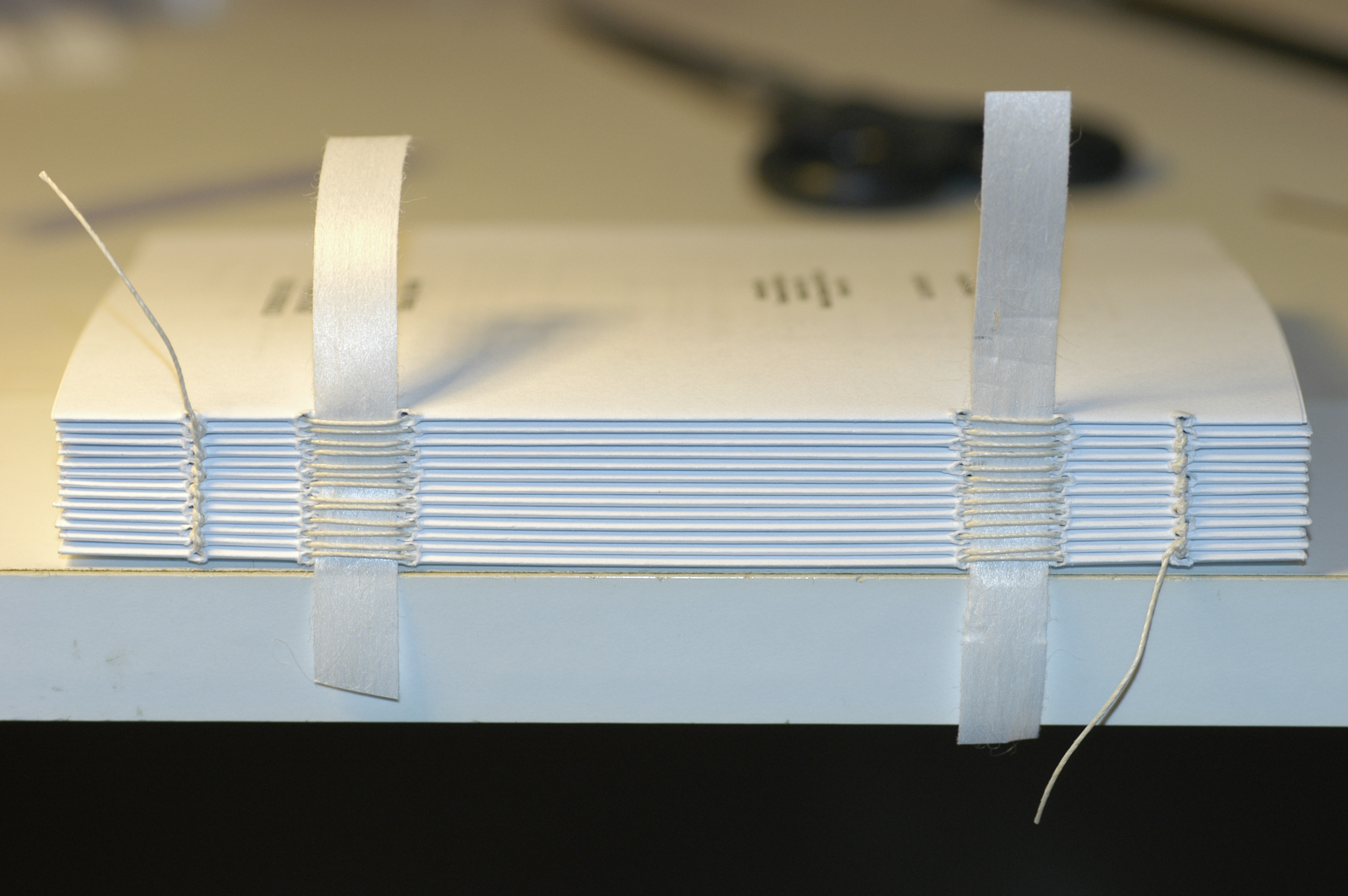
Fitzbünde (rechts und links) am fertiggestellten Buchblock vor dem Einbinden in die Buchdecke

Fitzbund (obersächs. Fitz = Gebinde, Garn) ist ein Begriff aus der Handbuchbinderei. Er bezeichnet einerseits die Markierung unterhalb des Kopfes bzw. oberhalb des Fußes eines zu bindenden Buchblocks, die die Stelle anzeigt, an der der Heftfaden eine schon gebundene Lage verlässt und in die nächste eingeführt wird, andererseits aber auch den Schlingknoten, mit dem der Buchbinder an dieser Markierung den Faden mit dem Fitzbund der vorhergehenden Lage verknüpft und auf diese Weise eine Reihe von festigenden Kettenstichen erzeugt.
Der Fitzbund markiert den Umkehrpunkt des Fadens beim Heften des Buchblocks. Das Ausführen der Tätigkeit selbst wird „verfitzen“ genannt und leitet sich sprachlich von „verknoten“ oder „zusammenbinden“ ab. Fitzbünde sind im Gegensatz zu echten Bünden später kaum zu sehen, da sie nur gering auftragen wie auch eingesägte Bünde.
Der Fitzbund kam auf, als man gegen Ende des 14. Jahrhunderts begann, Buchblöcke zu beschneiden. Vorher wurde der Heftfaden jeweils bis zur Kante von Kopf und Fuß einer Lage geführt, dort verschlungen und erzeugte so den gestochenen Kapitalbund.
Doch auch wenn der Fitzbund heute nicht mehr über die gesamte Lagenhöhe geführt wird, gilt auch hier: Je näher er den Schnittkanten kommt, desto fester die Verbindung der Lagen.